# 吉霍德格拉纳迪利亚
吉霍德格拉纳迪利亚，是西班牙埃斯特雷马杜拉卡塞雷斯省的一个市镇。总面积75平方公里，总人口698人（2001年），人口密度9人/平方公里。